# Užitna sirovka
Užitna sirovka (znanstveno ime Lactarius deliciosus) je gliva iz rodu sirovk (Lactarius).

### Značilnosti
Užitna sirovka je največja med sirovkami, gobami iz rodu mlečnic, ki imajo oranžen mleček. Na prerezanih mestih ta bledo oranžna do okrasta goba izceja značilen oranžno-rdeč mleček. 
Klobuk užitne sirovke je sprva na temenu raven in ima spodvihan rob, kasneje pa postane na sredini jamičasto udrt. Pri odraslih gobah doseže med 5 in 12 cm v premeru. Površina je gladka in ima temnejše kolobarje. Občasno ima lahko tudi zelenkaste lise.
Na spodnji strani klobuka je oranžna trosovnica z gostimi lističi, ki so pritrjeni na raven valjast bet, ki je v dnišču malce zožan, je visok od 3 do 6 cm in doseže od 1 do 2 cm v premeru. Pri starejših primerkih je posut s temnejšimi jamičastimi lisami in je proti vrhu belo poprhnjen.
Meso užitne sirovke je bledo okraste barve in začne na prerezanem mestu takoj izločati oranžni mleček, ki pa kasneje zbledi. Vonj mesa je prijeten, ima pa rahlo trpek okus. 

### Podobne vrste
- Lososova sirovka (Lactarius salmonicolor)
- Bresadolova mlečnica (Lactarius bresadolianus) (pekoča in neužitna)

### Razširjenost in življenjski prostor
Užitna sirovka raste v skupinah, običajno pa jo najdemo na obronkih borovih gozdov, v mahu in travi. Uspeva pozno poleti in v jeseni. V Sloveniji je to dokaj pogosta gobja vrsta.

### Uporabnost
Goba je užitna tudi presna, sodi pa med najokusnejše sirovke.

### Mikroskopske značilnosti
Trosni prah je smetanast. Trosi so elipsasti, velikost 8,5-9 x 6,5-7 µm.